# Amphibiens de Madagascar
Les amphibiens de Madagascar sont représentés exclusivement par des espèces de l'ordre des anoures.
Les espèces enregistrées sont au nombre de 285, mais on suppose qu'il y a encore beaucoup d'espèces non classées.
Ces espèces appartiennent à cinq familles différentes :
- Discoglossidae (1 espèces) ;
- Hyperoliidae (11 espèces) ;
- Mantellidae (200 espèces) ;
- Microhylidae (72 espèces) ;
- Ptychadenidae (1 espèces).

Presque toutes les espèces sont endémiques, à l'exception de Ptychadena mascareniensis et Hoplobatrachus tigerinus.
Cinquante-cinq espèces sont menacées d'extinction, neuf sont considérées par l'UICN comme en danger critique d'extinction.
Les dangers sont représentés par des modifications importantes de l'habitat à cause de la déforestation et l'expansion des rizières et des villages, et dans une moindre mesure, du commerce international illicite.

## Discoglossidae
| Espèce                   | Statut UICN |  |
| Hoplobatrachus tigerinus |             |  |

## Hyperoliidae
| Espèce                       | Statut UICN |  |
| Heterixalus alboguttatus     |             |  |
| Heterixalus andrakata        |             |  |
| Heterixalus betsileo         |             |  |
| Heterixalus boettgeri        |             |  |
| Heterixalus carbonei         |             |  |
| Heterixalus luteostriatus    |             |  |
| Heterixalus madagascariensis |             |  |
| Heterixalus punctatus        |             |  |
| Heterixalus rutenbergi       |             |  |
| Heterixalus tricolor         |             |  |
| Heterixalus variabilis       |             |  |

## Mantellidae
| Espèce                           | Statut UICN |  |
| Aglyptodactylus laticeps         |             |  |
| Aglyptodactylus madagascariensis |             |  |
| Aglyptodactylus securifer        |             |  |
| Blommersia angolafa              |             |  |
| Blommersia blommersae            |             |  |
| Blommersia domerguei             |             |  |
| Blommersia grandisonae           |             |  |
| Blommersia kely                  |             |  |
| Blommersia sarotra               |             |  |
| Blommersia wittei                |             |  |
| Boehmantis microtympanum         |             |  |
| Boophis albilabris               |             |  |
| Boophis albipunctatus            |             |  |
| Boophis andohahela               |             |  |
| Boophis andrangoloaka            |             |  |
| Boophis andreonei                |             |  |
| Boophis anjanaharibeensis        |             |  |
| Boophis ankaratra                |             |  |
| Boophis arcanus                  |             |  |
| Boophis axelmeyeri               |             |  |
| Boophis baetkei                  |             |  |
| Boophis blommersae               |             |  |
| Boophis boehmei                  |             |  |
| Boophis bottae                   |             |  |
| Boophis brachychir               |             |  |
| Boophis burgeri                  |             |  |
| Boophis calcaratus               |             |  |
| Boophis doulioti                 |             |  |
| Boophis elenae                   |             |  |
| Boophis englaenderi              |             |  |
| Boophis entingae                 |             |  |
| Boophis erythrodactylus          |             |  |
| Boophis feonnyala                |             |  |
| Boophis goudotii                 |             |  |
| Boophis guibei                   |             |  |
| Boophis haematopus               |             |  |
| Boophis haingana                 |             |  |
| Boophis idae                     |             |  |
| Boophis jaegeri                  |             |  |
| Boophis laurenti                 |             |  |
| Boophis liami                    |             |  |
| Boophis lichenoides              |             |  |
| Boophis lilianae                 |             |  |
| Boophis luciae                   |             |  |
| Boophis luteus                   |             |  |
| Boophis madagascariensis         |             |  |
| Boophis majori                   |             |  |
| Boophis mandraka                 |             |  |
| Boophis marojezensis             |             |  |
| Boophis miadana                  |             |  |
| Boophis microtympanum            |             |  |
| Boophis miniatus                 |             |  |
| Boophis obscurus                 |             |  |
| Boophis occidentalis             |             |  |
| Boophis opisthodon               |             |  |
| Boophis pauliani                 |             |  |
| Boophis periegetes               |             |  |
| Boophis picturatus               |             |  |
| Boophis piperatus                |             |  |
| Boophis praedictus               |             |  |
| Boophis pyrrhus                  |             |  |
| Boophis rappiodes                |             |  |
| Boophis reticulatus              |             |  |
| Boophis rhodoscelis              |             |  |
| Boophis roseipalmatus            |             |  |
| Boophis rufioculis               |             |  |
| Boophis sambirano                |             |  |
| Boophis sandrae                  |             |  |
| Boophis schuboeae                |             |  |
| Boophis septentrionalis          |             |  |
| Boophis sibilans                 |             |  |
| Boophis solomaso                 |             |  |
| Boophis spinophis                |             |  |
| Boophis tasymena                 |             |  |
| Boophis tampoka                  |             |  |
| Boophis tephraeomystax           |             |  |
| Boophis ulftunni                 |             |  |
| Boophis viridis                  |             |  |
| Boophis vittatus                 |             |  |
| Boophis williamsi                |             |  |
| Boophis xerophilus               |             |  |
| Gephyromantis ambohitra          |             |  |
| Gephyromantis asper              |             |  |
| Gephyromantis atsingy            |             |  |
| Gephyromantis azzurrae           |             |  |
| Gephyromantis blanci             |             |  |
| Gephyromantis boulengeri         |             |  |
| Gephyromantis cornutus           |             |  |
| Gephyromantis corvus             |             |  |
| Gephyromantis decaryi            |             |  |
| Gephyromantis eiselti            |             |  |
| Gephyromantis enki               |             |  |
| Gephyromantis granulatus         |             |  |
| Gephyromantis horridus           |             |  |
| Gephyromantis klemmeri           |             |  |
| Gephyromantis leucocephalus      |             |  |
| Gephyromantis leucomaculatus     |             |  |
| Gephyromantis luteus             |             |  |
| Gephyromantis malagasius         |             |  |
| Gephyromantis moseri             |             |  |
| Gephyromantis plicifer           |             |  |
| Gephyromantis pseudoasper        |             |  |
| Gephyromantis redimitus          |             |  |
| Gephyromantis rivicola           |             |  |
| Gephyromantis runewsweeki        |             |  |
| Gephyromantis salegy             |             |  |
| Gephyromantis schilfi            |             |  |
| Gephyromantis sculpturatus       |             |  |
| Gephyromantis silvanus           |             |  |
| Gephyromantis spiniferus         |             |  |
| Gephyromantis striatus           |             |  |
| Gephyromantis tandroka           |             |  |
| Gephyromantis thelenae           |             |  |
| Gephyromantis tschenki           |             |  |
| Gephyromantis ventrimaculatus    |             |  |
| Gephyromantis webbi              |             |  |
| Gephyromantis zavona             |             |  |
| Guibemantis albolineatus         |             |  |
| Guibemantis bicalcaratus         |             |  |
| Guibemantis depressiceps         |             |  |
| Guibemantis flavobrunneus        |             |  |
| Guibemantis kathrinae            |             |  |
| Guibemantis liber                |             |  |
| Guibemantis pulcher              |             |  |
| Guibemantis punctatus            |             |  |
| Guibemantis timidus              |             |  |
| Guibemantis tornieri             |             |  |
| Laliostoma labrosum              |             |  |
| Mantella aurantiaca              |             |  |
| Mantella baroni                  |             |  |
| Mantella bernhardi               |             |  |
| Mantella betsileo                |             |  |
| Mantella cowanii                 |             |  |
| Mantella crocea                  |             |  |
| Mantella ebenaui                 |             |  |
| Mantella expectata               |             |  |
| Mantella haraldmeieri            |             |  |
| Mantella laevigata               |             |  |
| Mantella madagascariensis        |             |  |
| Mantella manery                  |             |  |
| Mantella milotympanum            |             |  |
| Mantella nigricans               |             |  |
| Mantella pulchra                 |             |  |
| Mantella viridis                 |             |  |
| Mantidactylus aerumnalis         |             |  |
| Mantidactylus albofrenatus       |             |  |
| Mantidactylus alutus             |             |  |
| Mantidactylus ambohimitombi      |             |  |
| Mantidactylus ambreensis         |             |  |
| Mantidactylus argenteus          |             |  |
| Mantidactylus bellyi             |             |  |
| Mantidactylus betsileanus        |             |  |
| Mantidactylus biporus            |             |  |
| Mantidactylus bourgati           |             |  |
| Mantidactylus brevipalmatus      |             |  |
| Mantidactylus charlotteae        |             |  |
| Mantidactylus cowanii            |             |  |
| Mantidactylus curtus             |             |  |
| Mantidactylus delormei           |             |  |
| Mantidactylus femoralis          |             |  |
| Mantidactylus grandidieri        |             |  |
| Mantidactylus guttulatus         |             |  |
| Mantidactylus lugubris           |             |  |
| Mantidactylus madecassus         |             |  |
| Mantidactylus majori             |             |  |
| Mantidactylus melanopleura       |             |  |
| Mantidactylus mocquardi          |             |  |
| Mantidactylus noralottae         |             |  |
| Mantidactylus opiparis           |             |  |
| Mantidactylus pauliani           |             |  |
| Mantidactylus tricinctus         |             |  |
| Mantidactylus ulcerosus          |             |  |
| Mantidactylus zipperi            |             |  |
| Mantidactylus zolitschka         |             |  |
| Spinomantis aglavei              |             |  |
| Spinomantis bertini              |             |  |
| Spinomantis brunae               |             |  |
| Spinomantis elegans              |             |  |
| Spinomantis fimbriatus           |             |  |
| Spinomantis guibei               |             |  |
| Spinomantis massorum             |             |  |
| Spinomantis microtis             |             |  |
| Spinomantis nussbaumi            |             |  |
| Spinomantis peraccae             |             |  |
| Spinomantis phantasticus         |             |  |
| Spinomantis tavaratra            |             |  |
| Tsingymantis antitra             |             |  |
| Wakea madinika                   |             |  |

## Microhylidae
| Espèce                         | Statut UICN |  |
| Anodonthyla boulengerii        |             |  |
| Anodonthyla emilei             |             |  |
| Anodonthyla hutchisoni         |             |  |
| Anodonthyla jeanbai            |             |  |
| Anodonthyla montana            |             |  |
| Anodonthyla moramora           |             |  |
| Anodonthyla nigrigularis       |             |  |
| Anodonthyla rouxae             |             |  |
| Anodonthyla pollicaris         |             |  |
| Anodonthyla theoi              |             |  |
| Anodonthyla vallani            |             |  |
| Cophyla berara                 |             |  |
| Cophyla occultans              |             |  |
| Cophyla phyllodactyla          |             |  |
| Dyscophus antongilii           |             |  |
| Dyscophus guineti              |             |  |
| Dyscophus insularis            |             |  |
| Madecassophryne truebae        |             |  |
| Paradoxophyla palmata          |             |  |
| Paradoxophyla tiarano          |             |  |
| Platypelis alticola            |             |  |
| Platypelis barbouri            |             |  |
| Platypelis cowanii             |             |  |
| Platypelis grandis             |             |  |
| Platypelis mavomavo            |             |  |
| Platypelis milloti             |             |  |
| Platypelis pollicaris          |             |  |
| Platypelis tetra               |             |  |
| Platypelis tsaratananaensis    |             |  |
| Platypelis tuberifera          |             |  |
| Plethodontohyla bipunctata     |             |  |
| Plethodontohyla brevipes       |             |  |
| Plethodontohyla fonetana       |             |  |
| Plethodontohyla guentheri      |             |  |
| Plethodontohyla inguinalis     |             |  |
| Plethodontohyla mihanika       |             |  |
| Plethodontohyla notosticta     |             |  |
| Plethodontohyla ocellata       |             |  |
| Plethodontohyla tuberata       |             |  |
| Rhombophryne alluaudi          |             |  |
| Rhombophryne coronata          |             |  |
| Rhombophryne coudreaui         |             |  |
| Rhombophryne guentherpetersi   |             |  |
| Rhombophryne laevipes          |             |  |
| Rhombophryne minuta            |             |  |
| Rhombophryne mutavy            |             |  |
| Rhombophryne serratopalpebrosa |             |  |
| Rhombophryne testudo           |             |  |
| Scaphiophryne boribory         |             |  |
| Scaphiophryne brevis           |             |  |
| Scaphiophryne calcarata        |             |  |
| Scaphiophryne gottlebei        |             |  |
| Scaphiophryne madagascariensis |             |  |
| Scaphiophryne marmorata        |             |  |
| Scaphiophryne menabensis       |             |  |
| Scaphiophryne obscura          |             |  |
| Scaphiophryne spinosa          |             |  |
| Stumpffia gimmeli              |             |  |
| Stumpffia grandis              |             |  |
| Stumpffia helenae              |             |  |
| Stumpffia psologlossa          |             |  |
| Stumpffia pygmaea              |             |  |
| Stumpffia roseifemoralis       |             |  |
| Stumpffia tetradactyla         |             |  |
| Stumpffia tridactyla           |             |  |

## Ptychadenidae
| Espèce                    | Statut UICN |  |
| Ptychadena mascareniensis |             |  |